# Воронин, Фёдор Михайлович
Фёдор Михайлович Воронин (род. 17 июня 1934) — советский футболист, нападающий.
Воспитанник горьковского «Локомотива». Карьеру в командах мастеров провёл в «Торпедо» Горький. Во второй по силе лиге чемпионата СССР в 1952, 1955—1957 годах сыграл 15 матчей, забил один гол. 29 августа 1954 года провёл единственную игру в чемпионате СССР — в домашнем матче против ленинградского «Зенита» (0:2) вышел на замену во втором тайме.
После завершения футбольной карьеры - партийный и государственный деятель в Горьком.
В 1970-1975 — секретарь партбюро металлургического производства, заместитель секретаря парткома Горьковского автозавода.
В 1976-1981 — первый секретарь Автозаводского райкома КПСС города Горького.
В 1981-1991 — заместитель генерального директора ПО "ГАЗ" по кадрам.
Делегат XXV и XXVI съездов КПСС.
Почетный автозаводец.
Жил в Нижнем Новгороде.